# 室井秀子
室井 秀子（むろい ひでこ、1955年10月14日 - ）は、日本の元政治家。兵庫県議会議員（1期）、衆議院議員（1期）、民主党兵庫県連副代表を歴任。夫は参議院議員の室井邦彦。

## 経歴
福岡県三池郡高田町（現みやま市）出身。福岡県立大牟田北高等学校卒業。1978年3月、西南学院大学法学部法律学科卒業。同年4月、法律事務所に入所。1983年1月、夫である室井邦彦の市議選出馬準備に伴い退職。2004年から2005年まで衆議院議員の秘書をつとめる。
2007年4月8日の兵庫県議会議員選挙に尼崎市選挙区より無所属で出馬し当選。議会では県民クラブに所属。
2009年8月30日の第45回衆議院議員総選挙に民主党から比例近畿ブロックで出馬。比例順位は下位であったが、民主党の歴史的大勝により初当選。
2012年12月16日の第46回衆議院議員総選挙に兵庫8区から出馬するも落選。

## 所属していた団体・議員連盟
- 親学推進議員連盟